# رسوایی (رمان اندو شوساکو)
رسوایی (انگلیسی: Scandal) رمانی است که در سال ۱۹۸۶ توسط نویسنده ژاپنی اندو شوساکو منتشر شد. اندو یک نویسنده کاتولیک ژاپنی بود که آثارش، در میان چیزهای دیگر، جنبه‌های مختلف تجربه کاتولیک ژاپن را پوشش می‌داد. او علاوه بر این، یکی از اعضای مؤسسه ادبی ژاپن بود و اهمیت جلسات PEN را در این کار به حساب آورد. پیری ژاپن نیز از طریق تفسیری در مورد مشکلات پزشکی که توسط یک مرد سالخورده متحمل شده بود مورد بررسی قرار گرفت.